# Municipio de Washington (condado de Northumberland)
El municipio de Washington  (en inglés: Washington Township) es un municipio ubicado en el condado de Northumberland en el estado estadounidense de Pensilvania. En el año 2000 tenía una población de 660 habitantes y una densidad poblacional de 14 personas por km².

## Geografía
El municipio de Washington se encuentra ubicado en las coordenadas 40°43′00″N 76°45′29″O / 40.71667, -76.75806.

## Demografía
Según la Oficina del Censo en 2000 los ingresos medios por hogar en la localidad eran de $39,000 y los ingresos medios por familia eran $49,625. Los hombres tenían unos ingresos medios de $33,036 frente a los $21,023 para las mujeres. La renta per cápita para la localidad era de $17,675. Alrededor del 7,9% de la población estaban por debajo del umbral de pobreza.